# Virtuální paměťové T buňky
Virtuální paměťové T buňky (TVM) jsou podtypem T lymfocytů. Jedná se o buňky, které mají paměťový fenotyp, avšak nebyly vystaveny cizímu antigenu. Řadí se mezi paměťové buňky, ale nemají zjevnou paměťovou funkci. Poprvé byly pozorovány a popsány v roce 2009. Název pochází z počítačové "virtuální paměti", která popisuje pracovní paměť založenou na alternativním využití existujícího prostoru. 

## Vznik TVM
Vznikají z autoreaktivních T lymfocytů během sekce v thymu. Autoreaktivní lymfocyty jsou v brzlíku běžně odstraněny, protože rozeznávají organismu vlastní struktury a mohly by vyvolávat autoimunitní onemocnění. Některé autoreaktivní CD8+ T buňky jsou však určeny k vývoji do TVM. Tento proces je řízený CD8 - Lck. Generování a udržování populace TVM závisí na transkripčních faktorech Eomes a IRF4, interferové signalizaci typu I. Zcela nezbytná je potom přítomnost cytokinu IL-15.

## Funkce TVM
Existence paměťových T buněk je známá i u neimunizovaných zvířat. TVM jsou buňky specifické a reaktivní na cizí antigeny, které však nikdy nepotkaly. Mezi nezkušenými, opravdovými paměťovými a TVM jsou vykazovány různé fenotypové neshody, nacházíme však i funkční rozdíly po aktivaci. Je snadné odlišit naivní buňky od paměťových, avšak pravé paměťové od TVM lze odlišit pouze na základě CD49d a CD122 markerů.
TVM produkují silnější zánětlivou odpověď pomocí cytokinů IL-12 a IL-18 než buňky naivní. Jsou významným  producentem IFN-y. V porovnání s ostatními naivními fenotypy představují TVM pouze 10-30 % populace, ale předčí ostatní typy subpopulace svou silnější proliferací. Oproti pravým paměťovým buňkám je reakce nicméně pomalejší. Tyto vlastnosti naznačují, že se virtuální paměťové T lymfocyty mohou účastnit jak vrozené, tak adaptivní imunitní odpovědi během imunitní reakce.
Další neopomenutelnou funkcí je potlačení potencionálních stavů. K tomu dochází již při vývoji virtuálních paměťových buněk z autoreaktivních klonů T lymfocytů. Z tohoto důvodu si někteří vědci mysleli, že by se mohly TVM uplatňovat právě v boji s autoimunitami, ale zatím se k tomu nenašly žádné důkazy.
Fyziologická role virtuálních paměťových T lymfocytů musí být ještě dále zkoumána, ale výzkumy naznačují, že mají jedinečný typ odpovědi na patogeny a přispívají k funkční rozmanitosti imunitního systému T buněk, který je vyžadován pro účinnou imunitní obranu.

## CD4 pozitivní TVM
Předchozí odstavce se zabývaly pouze CD8+ T lymfocyty, ale jsou popsány i virtuální paměťové T buňky, které jsou CD4 pozitivní. Funkce těchto buněk není známá, ale předpokládá se ještě pravděpodobnější vztah k autoimunitním stavům, ať už při jejich potlačení, či vzniku.